# Gulose
Gulose (kurz: Gul) ist ein Monosaccharid mit sechs Kohlenstoff-Atomen, also eine Hexose. Gulose gehört zur Gruppe der nicht natürlich vorkommenden Aldosen. 
Wie bei jedem Zucker (außer Dihydroxyaceton) gibt es zwei enantiomere Formen, die sich zueinander wie Bild und Spiegelbild verhalten, und zwar D-(−)-Gulose und L-(+)-Gulose. Wenn in diesem Text  oder in der wissenschaftlichen Literatur „Gulose“ ohne weiteren Namenszusatz (Präfix) erwähnt wird, ist D-Gulose gemeint.

## Eigenschaften
In wässriger Lösung kommt es teilweise zu einem intramolekularen Ringschluss, so dass sich ein Gleichgewicht zwischen der Aldehydform und den beiden Ringformen (Furanose und Pyranose) einstellt:
| D-Gulose – Schreibweisen | D-Gulose – Schreibweisen | D-Gulose – Schreibweisen |
| Keilstrichformel         | Haworth-Schreibweise     | Haworth-Schreibweise     |
| ------------------------ | ------------------------ | ------------------------ |
|                          | α-D-Gulofuranose <1 %    | β-D-Gulofuranose <1 %    |
| α-D-Gulopyranose 22 %    | β-D-Gulopyranose 78 %    |                          |
| Sesselkonformation       |                          |                          |
|                          |                          |                          |